# Ubojstvo kod galopa
Ubojstvo kod galopa je drugi u sriji od četiri MGM-ova filma po romanima Agathe Christie s margaret Rutherford u glavnoj ulozi. Zajedno s njeom, kao i u ostalim filmovimaglavne uloge tumače Stringer Davis i Charles Tingwell. Ovaj film inspiriran je djelom Poslije sprovoda, u kojem Poirota zamjenjuje Miss Marple (Margaret Rutherford).

## Radnja
Stari i bogati gospodin Enderby umire od srčanog udaara, no Miss Marple ima svojih sumnji. Tko ilišto mu je zadalo srčani udar ? Enderbyevi siromašni rođaci okupe se u Gallopu, maloj školi jahanja. Miss Marple također odlazi tamo da vidi je li itko imao ikakvih određenih razloga da starca vidi mrtvog.

## Glumci
- Margaret Rutherford — Miss Marple
- Stringer Davis — G. Stringer
- Robert Morley — Hector Enderby
- Flora Robson — Miss Milchrest
- Bud Tingwell — Inspektor Craddock
- Gordon Harris — Narednik Bacon
- Robert Urquhart — George Crossfield
- Katya Douglas — Rosamund Shane
- James Villiers — Michael Shane
- Noel Howlett — G. Trundell
- Finlay Currie — Stari Enderby
- Duncan Lamont — Planinar
- Kevin Stoney — Doktor Markwell